# Wendeklothoide

Darstellung der Wendeklothoide

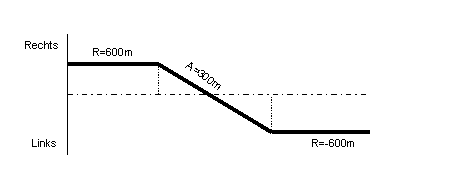
Krümmungsband der Wendeklothoide

Die Wendeklothoide (auch Wendelinie) ist eine Entwurfselementenfolge bei der Trassierung von Straßen und Bahnstrecken. In diesem Fall stoßen zwei Klothoiden mit unterschiedlichem Krümmungssinn in ihrem Nullpunkt aneinander. Dadurch werden zwei Kreisbögen unterschiedlicher Krümmung verbunden. Für beide Klothoiden sollten ähnliche (asymmetrische Wendeklothoide) oder gleiche (symmetrische Wendeklothoide) Klothoidenparameter verwendet werden, um eine gute Fahrdynamik zu erzielen. Die Verwendung der Wendeklothoide ist in der Relationstrassierung der Regelfall und hat sich in der Vergangenheit als befriedigende Lösung erwiesen, da sie einen guten Übergang zwischen zwei gegensinnig gekrümmten Kreisbögen schafft.
Ein gemeinsamer Klothoidenparameter {\displaystyle A} ergibt sich aus den Radien {\displaystyle R_{1}} und {\displaystyle R_{2}} der angrenzenden Kreisbögen sowie der abzumessenden Klothoidengesamtlänge {\displaystyle L_{ges}} aus der Formel 
{\displaystyle A={\sqrt {\frac {L_{\mathrm {ges} }\cdot R_{1}\cdot R_{2}}{R_{1}+R_{2}}}}}
Durch die allgemeine Klothoidenformel {\displaystyle A^{2}=R\cdot L} lassen sich die Längen der Klothoiden berechnen.
Es besteht alternativ die Möglichkeit, eine so genannte Zwischengerade zwischen den Kreisbogenradien einzufügen, wenn beispielsweise örtliche Zwangspunkte dies erfordern. Diese Maßnahme ist jedoch ein sehr unvollkommener Ersatz für den Übergangsbogen und sollte nur auf Straßen und Wegen mit geringen Anforderungen an die Fahrdynamik angewandt werden. Zudem sollte die Länge der Zwischengeraden ein gewisses Maß nicht überschreiten, um den Eindruck einer Wendeklothoide zu erhalten.